# Lacaton & Vassal
Lacaton & Vassal es un estudio de arquitectura francés compuesto por Anne Lacaton (1955) y Jean-Philippe Vassal (1954) y fundado en 1987 en París. En 2021 sus fundadores obtuvieron el Premio Pritzker de Arquitectura.

## Trayectoria
Desarrollan una obra centrada principalmente en la relación entre la forma, la función y la economía. Otorgan especial importancia al modo de vida contemporáneo, buscando crear espacios confortables para los usuarios a través de esa relación. Se caracterizan también por hacer uso de la innovación tecnológica y materiales como el policarbonato para conseguir construir espacios más amplios.
Su trabajo ha sido expuesto tanto de forma individual como colectiva, coincidiendo con otros arquitectos de renombre como Anna Heringer, Fran Silvestre o Aires Mateus. Asimismo, han sido premiados con el Gran Premio Nacional de Arquitectura que otorga el gobierno francés en 1999, el Premio de la Ciudad de Madrid en 2006 o el Premio de Arquitectura de la Ciudad de Burdeos en 2008, entre otros.
En 2019 la transformación de 530 viviendas en el Grand Parc Bordeaux (junto a Frédéric Druot y Christophe Hutin) fue elegido ganador del EU Mies Award, otorgado a la mejor arquitectura contemporánea en Europa.
En 2021 fueron galardonados con el Premio Pritzker de Arquitectura.

## Proyectos destacados
- Casa Latapie, Floirac (1993)
- Centro de día para post-adolescentes, Begles (1994)
- Museo Arqueológico de Saintes (1995)
- Coloque Aucoc, Burdeos (1996)
- Universidad Pierre Mendes, Grenoble (1995-2001)
- Casa en Dordogne (1997)
- Casa en Lège-Cap-Ferret (1998)
- Casa en Coutras (2000)
- Museo de arte contemporáneo en el Palais de Tokio, París (2001)
- Café Una en el Architekturzentrum, Viena (2001)
- Oficinas en Nantes (2001)
- Edificios de viviendas colectivas en Floirac (2003)
- Casa en Keremma (2005)
- Sede de la facultad de Ciencias de gestión de la Universidad de Burdeos (2006)
- Sala de exposiciones de París Nord Villepinte (2007)
- Escuela de Arquitectura de Nantes (2009)
- Transformación de la torre Bois-le-Prêtre, París (2009)
- Planificación de las zonas industriales abandonadas del Palais de Tokio, París (2012)
- FRAC Nord-Pas-de-Calais, Dunkerque (2013)
- Sala polivalente Le Grand Sud, Lille (2013)
- Transformación de tres torres previstas para su demolición en GHI-Quartier du Grand Parc, Burdeos (2016)